# ناهید بیارجمندی
ناهيد بيارجمندي ( (بالفارسية: ناهید بیارجمندی) ، من مواليد 12 أبريل 1988 في كرج ) هي مدربة رجبي إيرانية. تم اختيارها كواحدة من 15 امرأة لا يمكن إيقافهن في لعبة الرجبي.       في عام 2016 ، تم تعيينها من قبل اتحاد الرجبي الإيراني كرئيسة للجنة التطوير التابعة له ، والتي تشرف على مشاركة كل من النساء والرجال ، وهي حاليًا عضو في مجلس إدارة الاتحاد.  